# Drahoslav Miarka
Drahoslav Miarka (5. května 1931, Petrovice u Karviné – 13. srpna 1990, Plzeň) byl český motocyklový závodník, několikanásobný vítěz soutěže o Stříbrnou vázu v Mezinárodní motocyklové šestidenní.

## Život
Vyučil se automechanikem a absolvoval střední průmyslovou školu. V roce 1953 byl mezi prvními, kteří museli odsloužit 31 měsíců základní vojenské služby u útvaru pohraniční stráže v Chebu. Krátce po propuštění z vojenské služby se oženil; s manželkou měl dvě děti, dceru (* 1956) a syna (* 1960), a začal pracovat u Jáchymovských dolů v automobilovém oboru. Krátce bydlel s rodinou v Horním Slavkově, později v Ostrově nad Ohří a v Karlových Varech. Po uzavření Jáchymovských dolů nastoupil k ČSAD, kde byl ve funkci vedoucího technika až do své smrti v roce 1990.
Na vojně začal jezdit motocyklové soutěže, tam si ho všimli v Automotoklubu ČSSR a zařadili jej mezi československé reprezentanty. Vzhledem k lidským a sportovním kvalitám se brzo stal platným členem družstva (Stříbrná váza, Šestidenní). Konec jeho rozvíjející se sportovní kariéry zavinil v roce 1968 pád ve Špindlerově Mlýně.
Později se věnoval se mládeži na místech, kde sám začínal. Působil jako trenér dorostu v Lokti nad Ohří na trati, kterou spolupomáhal vybudovat. Několikrát byl v osmdesátých letech autorem tratí motocyklových soutěží v Krušných horách, kde dokázal aplikovat své mnohaleté zkušenosti a prohloubit zájem o tento sport.

### Mezinárodní motocyklová šestidenní
Mezinárodní motocyklové terénní soutěže o Mezinárodní trofej nebo Stříbrnou vázu se Miarka zúčastnil desetkrát:
- 1958 Garmisch-Partenkirchen (SRN) – člen vítězného týmu Automotoklubu Praha v soutěži klubových týmů na motocyklu  Jawa 250 – společně s Jaroslavem Javůrkem (ČZ 175) a Augustinem Šulcem (Jawa 250)
- 1959 Gottwaldov (ČSSR)
- 1960 Bad Aussee (Rakousko)
- 1961 Llandrindod Wells (Velká Británie) – Stříbrná váza, 1. místo
- 1962 Garmisch Partenkirchen (Německo) – Mezinárodní trofej, 1. místo (člen týmu na ČZ 175)
- 1963 Špindlerův Mlýn (ČSSR)
- 1964 Erfurt (NDR)
- 1965 Isle of Man (Velká Británie)
- 1966 Villingsberg (Švédsko)
- 1967 Zakopane (Polsko) – Stříbrná váza, 1. místo

### Tituly
- Mistr sportu: udělen 25. září 1962
- Zasloužilý mistr sportu: udělen 6. října 1967